# Rabi-Methode
Die Rabi-Methode ist eine von Isidor Isaac Rabi entwickelte Technik zur Messung des Kernspins. Das Atom befindet sich in einem statischen Magnetfeld, senkrecht dazu wird ein rotierendes Magnetfeld angelegt.

## Theorie
Nach der klassischen Mechanik ist die Bewegungsgleichung des Spins {\displaystyle {\vec {J}}} im Magnetfeld {\displaystyle {\vec {B}}}:
{\displaystyle {\frac {\mathrm {d} {\vec {J}}}{\mathrm {d} t}}={\vec {\mu }}\times {\vec {B}}}
mit
{\displaystyle {\vec {\mu }}=g\,{\frac {\mu _{\mathrm {B} }}{\hbar }}{\vec {J}}=\gamma \,{\vec {J}}}
wobei
- {\displaystyle {\vec {\mu }}}: das magnetische Moment
- {\displaystyle \mu _{\mathrm {B} }}: das Bohrsche Magneton
- {\displaystyle g}: der dimensionslose Landé-Faktor, der Umgebungseffekte auf den Spin widerspiegelt
- {\displaystyle \hbar }: die reduzierte Planck-Konstante
- {\displaystyle \gamma }: das gyromagnetische Verhältnis.

Wenn nur das statische Magnetfeld {\displaystyle B_{0}} eingeschaltet ist, präzediert der Spin mit der Larmorfrequenz {\displaystyle f_{0}} bzw. der entsprechenden Winkelgeschwindigkeit {\displaystyle \omega _{0}}:
{\displaystyle \omega _{0}=-\,\gamma B_{0}.}
Das negative Vorzeichen ist notwendig. Es bedeutet, dass der Spin {\displaystyle J} linkshändig rotiert, wenn der Daumen in Richtung des Magnetfelds zeigt.
Wenn man in das mit der Winkelgeschwindigkeit {\displaystyle \omega } rotierende Bezugssystem des rotierenden Magnetfeldes {\displaystyle B_{\mathrm {R} }} wechselt, erhält man die transformierte Bewegungsgleichung:
{\displaystyle {\frac {\mathrm {d} {\vec {J}}_{\mathrm {R} }}{\mathrm {d} t}}={\frac {\mathrm {d} {\vec {J}}}{\mathrm {d} t}}-{\vec {J}}\times {\vec {\omega }}}
oder
{\displaystyle {\frac {\mathrm {d} {\vec {J}}_{\mathrm {R} }}{\mathrm {d} t}}=\gamma \,{\vec {J}}\times ({\vec {B}}_{0}+{\vec {B}}_{\mathrm {R} })-{\vec {J}}\times {\vec {\omega }}.}
Wenn {\displaystyle \omega =\gamma B_{0}}, dann wird die Präzession des statischen Feldes aufgehoben, der Spin präzediert im rotierenden Bezugssystem nur noch um Achse des Magnetfeldes {\displaystyle B_{\mathrm {R} }}:
{\displaystyle {\frac {\mathrm {d} {\vec {J}}_{\mathrm {R} }}{\mathrm {d} t}}=\gamma \,{\vec {J}}\times {\vec {B}}_{\mathrm {R} }.}
Die Winkelgeschwindigkeit (Rabi-Frequenz) dieser Präzession ist:
{\displaystyle \omega _{\mathrm {R} }=\gamma B_{\mathrm {R} }}
{\displaystyle \Rightarrow {\frac {\mathrm {d} {\vec {J}}_{\mathrm {R} }}{\mathrm {d} t}}={\vec {J}}\times {\vec {\omega }}_{\mathrm {R} }.}
Da das rotierende Feld senkrecht auf dem statischen Feld steht, kann der Spin zwischen Spin-Up und Spin-Down hin- und herspringen. Durch Abtasten der Winkelgeschwindigkeit {\displaystyle \omega _{\mathrm {R} }} kann man das Maximum der Spinwechsel bestimmen.

## Experiment
Der experimentelle Aufbau besteht aus drei Teilen:
- vorne ein inhomogenes Magnetfeld
- in der Mitte ein homogenes Magnetfeld mit einem senkrecht dazu rotierenden Magnetfeld und
- hinten ein weiteres inhomogenes Magnetfeld.

Die beiden inhomogenen Magnetfelder dienen als Selektoren. Das erste (Polarisator) spaltet den Atomstrahl in zwei Strahlen mit unterschiedlicher Spinpolarisation auf. Einer der beiden Strahlen (z. B. Spin-Up) wird ausgewählt und durch den mittleren Teil des Versuchsaufbaus geführt. Wenn das dort rotierende Magnetfeld die Larmorfrequenz {\displaystyle f_{0}} hat, wird eine hohe Strahldichte mit umgekehrter Spinausrichtung (z. B. Spin-Down) erzeugt. Diese wird mit dem hinteren Magnetfeld (Analysator) selektiert. Durch Abtasten der Frequenz wird die maximale Intensität dieses Strahls ausgewählt. Damit findet man die Larmorfrequenz und damit das magnetische Moment des Atoms.

## Anwendung
Das magnetische Moment eines Atoms hängt von seiner Umgebung ab, mit seiner Bindung in einem Molekül ändert sich der Landé-Faktor {\displaystyle \gamma }. Dadurch ist der strukturelle Aufbau eines Moleküls aufklärbar.